# Edzard II de Frise orientale
Pour les articles homonymes, voir Edzard.
Edzard II est un prince de la maison Cirksena né le 24 juin 1532 à Greetsiel et mort le 1er mars 1599 à Aurich. Il est comte de Frise orientale de 1561 à sa mort, d'abord avec son frère cadet Jean II, puis seul à partir de 1591.

## Biographie
Edzard II est l'aîné des trois fils du comte Ennon II et de sa femme Anne d'Oldenbourg. À la mort de son père, en 1540, il n'est âgé que de huit ans et c'est donc sa mère qui exerce la régence du comté de Frise orientale. Il se marie en 1558 à Stockholm avec la princesse suédoise Catherine Vasa, dont le père, le roi Gustave Ier, entend ainsi accroître son influence sur la mer du Nord. Edzard est le seul membre de la famille Cirksena à avoir épousé une fille de roi.
Edzard séjourne plusieurs années en Suède et ne rentre en Frise orientale qu'en 1561. Il doit combattre les menées de sa mère, qui lui refuse l'application du droit de primogéniture pour préserver l'indépendance du pays vis-à-vis de la Suède. Elle fait en sorte qu'Edzard doive régner conjointement avec ses frères cadets Christophe (nl) et Jean II. Christophe est tué pendant les guerres austro-turques en 1566, mais une rivalité féroce oppose Edzard et Jean, même après la mort de leur mère en 1575, ce qui affaiblit leur autorité. La mort de Jean, en 1591, laisse Edzard seul maître du comté, mais les villes ne lui font plus confiance et il doit accepter en 1593 la création d'une Haute Cour à Aurich pour se les concéder.
En mars 1595, la ville d'Emden, calviniste, se révolte contre l'autorité d'Edzard. Cette révolution d'Emden (de) se solde par l'expulsion des Cirksena. Pressé par les États généraux des Provinces-Unies, le comte doit reconnaître son autonomie le 5 juillet 1595 au traité de Delfzijl, perdant par là une grande partie de sa puissance financière.
C'est également sous le règne d'Edzard, en 1575 que la seigneurie de Jever, par suite de l'échec antérieur d'Ennon II, est définitivement arrachée au comté de Frise orientale. Marie de Jever, dernière souveraine de cette seigneurie, la lègue en effet dans son testament au comte d'Oldenbourg Jean VII.
En raison de sa foi luthérienne, Edzard II ne peut être inhumé dans la tombe des Cirksena à la grande église d'Emden. À sa mort, il est donc inhumé à l'église Saint-Lambert d'Aurich. Il est le premier membre de sa famille à reposer dans cette nécropole qui accueille les dépouilles des autres Cirksena jusqu'à l'extinction de la lignée, en 1744.

## Mariage et descendance
Edzard II se marie le 1er octobre 1558 avec Catherine Vasa, fille du roi de Suède Gustave Ier. Ils ont dix enfants :
- Marguerite (22 novembre 1560 – 8 septembre 1588) ;
- Anne (26 juin 1562 – 21 avril 1621), épouse en 1583 l'électeur palatin Louis VI (mort en 1583), puis en 1585 le margrave Ernest-Frédéric de Bade-Durlach (mort en 1604), puis en 1617 le duc Jules-Henri de Saxe-Lauenbourg ;
- Ennon III (30 septembre 1563 – 19 août 1625), comte de Frise orientale ;
- Jean III (1566 – 29 septembre 1625), comte de Rietberg ;
- Christophe (nl) (1569-1636) ;
- Edzard (1572-1573) ;
- Élisabeth (1572-1573) ;
- Sophie (5 juin 1574 – 20 mars 1630) ;
- Charles-Othon (1577 – 28 février 1603) ;
- Marie (1er mai 1582 – 9 juillet 1616), épouse en 1614 le duc Jules-Ernest de Brunswick-Dannenberg.